# Мело, Фелипе
Фели́пе Ме́ло Висе́нте де Карва́льо (порт. Felipe Melo Vicente de Carvalho; 26 июня 1983, Волта-Редонда, штат Рио-де-Жанейро) — бывший бразильский футболист, полузащитник. Выступал в сборной Бразилии.

## Биография

### Клубная карьера
Фелипе Мело начал свою карьеру на родине в Бразилии, выступая за клубы «Фламенго», «Крузейро» и «Гремио». В 2005 году он подписал контракт с испанским клубом «Мальорка», в котором провёл только 7 игр и в том же сезоне был продан клубу «Расинг» из Сантандера. В сезоне 2006/07 Мело получил тяжёлую травму, которая вывела его из строя на несколько месяцев. В 2007 году Мело перешёл в клуб «Альмерия», в котором стал лидером и был признан лучшим игроком сезона в клубе по опросу посетителей официального сайта клуба.
2 июня 2008 года Фелипе Мело был куплен итальянской «Фиорентиной» за 8 млн евро: «Жаль уходить из „Альмерии“, это был фантастический год, я провёл свой лучший сезон в Европе. В прошлом году я был близок к переходу в „Лацио“. В этом получил много предложений, но когда узнал, что мной интересуется „Фиорентина“, никаких сомнений не осталось». 12 августа он впервые вышел на поле в официальном матче «Фиорентины», в котором флорентийский клуб встречался с клубом «Славия» в Лиге чемпионов; в первой игре в чемпионате 31 августа с «Ювентусом», Фелипе Мело был удалён с поля за две жёлтые карточки, а 9 ноября он забил первый гол в составе «фиалок» в ворота «Аталанты». В составе итальянского клуба Мело играл на позиции центрального полузащитника, хотя до этого он выступал в основном на краю поля, включая позиции вингера и латераля. 14 апреля 2009 года Мело был дисквалифицирован на пять матчей за драку с Диего Лопесом.
16 июля 2009 года Мело перешёл в «Ювентус» за 25 миллионов евро. При этом часть суммы была выплачена «Фиорентине» трансферами Марко Маркьонни, которого оценили в 4,5 млн евро, и Кристиано Дзанетти, оценённого в 2 млн евро. Контракт подписан на 4 года с заработной платой в 2,6 млн евро в год. 30 августа 2009 года Мело дебютировал в составе «Юве» в матче с «Ромой», в которой забил третий гол своей команды, а его клуб выиграл 3:1. Однако в целом Мело выступал не очень удачно, за что в декабре получил приз «Золотая урна», вручаемый главному разочарованию футбольного сезона в Италии. Несмотря на эту награду, Мело назвал первый сезон в «Ювентусе» лучшим в карьере. По итогам чемпионата клуб занял 7 место в серии А.
В октябре 2010 года у Мело произошёл конфликт с партнёром по команде Мохаммедом Сиссоко. В январе 2011 года Фелипе жёстко атаковал Массимо Пачи, за что был удалён с поля, а позже дисквалифицирован на 3 матча.
После провального сезона 2010/11 был уволен тренер Луиджи Дельнери. На его место пришёл Антонио Конте, который заявил, что он не рассчитывает на футболиста.
22 июля 2011 года перешёл в турецкий клуб «Галатасарай» за 1,5 млн евро на правах годичной аренды с преимущественным правом выкупа за 13 млн. Летом 2013 года был выкуплен турецким клубом у «Ювентуса» за 5 млн евро.
В 2018 году Фелипе решил рассказать про свою судьбу: 

Если бы не футбол, я стал бы убийцей. Я жил в одной из самых опасных фавел в Бразилии, где были наркотики и оружие, но я оставил эту жизнь, чтобы бороться за мечту.
Были времена, когда я шёл на тренировку и знал, что мне нужно выбирать между футболом и другой жизнью, и я сделал выбор в пользу футбола.
 
В «Гремио» я тратил всю зарплату и вёл непонятную жизнь, но всё изменилось, когда встретил будущую жену. Тогда появился новый Фелипе Мело. У нас родились трое детей, и они для меня важнее всего после бога. Говорят, за каждым мужчиной есть великая женщина, но я считаю, что женщина всегда рядом с ним.— 
С 2017 по 2021 год выступал за «Палмейрас». Был капитаном команды, помог «зелёным» выиграть два подряд Кубка Либертадорес, чемпионат Бразилии 2018, чемпионат штата и Кубок Бразилии в 2020 году.
13 декабря 2021 года перешёл во «Флуминенсе». Контракт подписан до декабря 2023 года.

### Карьера в сборной
26 января 2009 года Фелипе Мело был впервые вызван в сборную Бразилии, а 10 февраля дебютировал в её составе в товарищеской игре со сборной Италии.
В 2010 году Мело поехал в составе сборной на чемпионат мира. Там он сыграл во всех пяти матчах своей команды. В игре 1/4 финала с Голландией, которую бразильцы проиграли 1:2 и вылетели из турнира, Мело забил автогол и получил удаление. Мяч, забитый Мело в свои ворота, стал первым автоголом сборной Бразилии, забитым ими во всех розыгрышах чемпионатов мира; позже авторство гола было записано на счёт Уэсли Снейдера. Через некоторое время после чемпионата он сказал:

После чемпионата мира у меня пропала мотивация. Футбол больше не приносил мне радости, и я решил завершить карьеру. Я достойно выступил на чемпионате мира, но все в Бразилии говорили, что мы вылетели по моей вине. Те, кто разбирается в футболе, понимают, что мы бы выбыли из борьбы в любом случае. Нужно было просто посмотреть в глаза голландцев до того, как мне показали красную карточку.

Несмотря на это признание, футболист вновь захотел попасть в состав сборной.

## Личная жизнь
Мело женат. Имеет троих детей: два сына и одна дочь.

## Достижения

### Командные достижения
«Фламенго»
- Чемпион штата Рио-де-Жанейро: 2001
- Обладатель Кубка чемпионов Бразилии: 2001

«Крузейро»
- Чемпион Бразилии: 2003
- Обладатель Кубка Бразилии: 2003

«Гремио»
- Чемпион штата Риу-Гранди-ду-Сул: 2004

«Галатасарай»
- Чемпион Турции (2): 2011/12, 2012/13
- Обладатель Кубка Турции: 2013/14

«Палмейрас»
- Чемпион штата Сан-Паулу: 2020
- Чемпион Бразилии: 2018
- Обладатель Кубка Бразилии: 2020
- Обладатель Кубка Либертадорес (2): 2020, 2021

«Флуминенсе»
- Чемпион штата Рио-де-Жанейро: 2022
- Обладатель Кубка Либертадорес: 2023

Сборная Бразилии
- Обладатель Кубка конфедераций: 2009

### Личные достижения
- «Золотая урна»: 2009